# 1182
Il 1182 (MCLXXXII in numeri romani) è un anno  del XII secolo.

## Eventi
- Tancredi di Sicilia, dinastia dei Normanni, famiglia Altavilla diventa re di Sicilia
- Nasce il Palio dell'Assunta di Fermo, il palio più vecchio d'Italia.
- Battaglia di Palnadu: la guerra civile di Kalachuri termina con la vittoria dei Kalachuri di Palanati in India guidati da Nalagama Raju
- Aprile:
  - Massacro dei Latini a Costantinopoli.
  - Filippo II, re di Francia, espelle gli ebrei da Parigi.
- Maggio:
  - Fine dell'era Yowa in Giappone, segnata dalla carestia.
  - Il re d'Ungheria Béla III saccheggia la capitale serba di Belgrado. Per salvarsi e mantenere la loro indipendenza, i serbi si alleano con i magiari stessi.
  - 12 maggio: Muore il re di Danimarca Waldemar I, gli succede il figlio Canuto VI.
- 14 settembre - Leggenda di Nazaré: Don Fuas Roupinho, alcalde (sindaco) del castello di Porto de Mós, viene ispirato da un miracolo di Maria ad erigere il Santuario di Nostra Signora di Nazaré nell'omonima città in Portogallo. Poco dopo, mentre tenta di entrare di sorpresa nel porto di Ceuta per affondare le navi islamiche che vi risiedono, viene avvistato e ucciso.
- La chiesa maronita torna ad essere affiliata a quella cattolica.

## Nati
- Alice di Vergy, nobile francese († 1251)
- Alice d'Armenia, nobile
- Alessio I di Trebisonda, imperatore bizantino († 1222)
- Haakon III di Norvegia, re († 1204)
- Ken Arok, sovrano († 1227)
- Lutgarda di Tongres, monaca cristiana fiamminga († 1246)
- Santa Verdiana, religiosa italiana († 1242)
- Eleonora d'Aragona, principessa († 1226)
- Fujiwara no Tomoie, poeta giapponese († 1258)

## Morti
- 13 marzo - Amaury V di Montfort, nobile e militare francese
- 29 marzo - Algisio da Pirovano, arcivescovo cattolico italiano
- 2 aprile - Ulrico di Treven, patriarca cattolico tedesco
- 12 maggio - Valdemaro I di Danimarca, re danese (n. 1131)
- 16 maggio - Giovanni Comneno Vataze, generale e funzionario bizantino
- 7 luglio - Pietro di Miso, cardinale italiano
- 25 luglio - Maria di Boulogne, contessa
- 15 agosto - Albero III di Kuenring, nobile austriaco
- 13 settembre - Ahmad al-Rifa'i, giurista e mistico arabo (n. 1106)
- 15 settembre - Roberto III di Loritello, conte normanno
- 12 novembre - Agnese d'Austria, nobildonna austriaca (n. 1154)
- Maria d'Antiochia, nobile e imperatrice bizantino (n. 1145)
- Maria Comnena, bizantina (n. 1152)
- Giovanni Conti, cardinale italiano
- Enrico Dandolo, patriarca cattolico italiano
- Ugo Eteriano, teologo italiano (n. 1115)
- Giulio, vescovo cattolico italiano
- Guglielmo VIII d'Alvernia, conte
- Piacentino, giurista italiano (n. 1130)
- Valença I di Pallars Jussà, nobile spagnola
- Enrico I di Gheldria, conte
- Gerardo di Gheldria, conte
- Fujiwara no Atsuyori, poeta giapponese (n. 1090)

## Calendario
| Calendario 1182 | Calendario 1182 | Calendario 1182 | Calendario 1182 | Calendario 1182 | Calendario 1182 | Calendario 1182 | Calendario 1182 | Calendario 1182 | Calendario 1182 | Calendario 1182 | Calendario 1182 | Calendario 1182 | Calendario 1182 | Calendario 1182 | Calendario 1182 | Calendario 1182 | Calendario 1182 | Calendario 1182 | Calendario 1182 | Calendario 1182 | Calendario 1182 | Calendario 1182 | Calendario 1182 | Calendario 1182 | Calendario 1182 | Calendario 1182 | Calendario 1182 | Calendario 1182 | Calendario 1182 | Calendario 1182 | Calendario 1182 | Calendario 1182 |
| --------------- | --------------- | --------------- | --------------- | --------------- | --------------- | --------------- | --------------- | --------------- | --------------- | --------------- | --------------- | --------------- | --------------- | --------------- | --------------- | --------------- | --------------- | --------------- | --------------- | --------------- | --------------- | --------------- | --------------- | --------------- | --------------- | --------------- | --------------- | --------------- | --------------- | --------------- | --------------- | --------------- |
|                 | 1               | 2               | 3               | 4               | 5               | 6               | 7               | 8               | 9               | 10              | 11              | 12              | 13              | 14              | 15              | 16              | 17              | 18              | 19              | 20              | 21              | 22              | 23              | 24              | 25              | 26              | 27              | 28              | 29              | 30              | 31              |                 |
| Gennaio         | Ve              | Sa              | Do              | Lu              | Ma              | Me              | Gi              | Ve              | Sa              | Do              | Lu              | Ma              | Me              | Gi              | Ve              | Sa              | Do              | Lu              | Ma              | Me              | Gi              | Ve              | Sa              | Do              | Lu              | Ma              | Me              | Gi              | Ve              | Sa              | Do              |                 |
| Febbraio        | Lu              | Ma              | Me              | Gi              | Ve              | Sa              | Do              | Lu              | Ma              | Me              | Gi              | Ve              | Sa              | Do              | Lu              | Ma              | Me              | Gi              | Ve              | Sa              | Do              | Lu              | Ma              | Me              | Gi              | Ve              | Sa              | Do              |                 |                 |                 |                 |
| Marzo           | Lu              | Ma              | Me              | Gi              | Ve              | Sa              | Do              | Lu              | Ma              | Me              | Gi              | Ve              | Sa              | Do              | Lu              | Ma              | Me              | Gi              | Ve              | Sa              | Do              | Lu              | Ma              | Me              | Gi              | Ve              | Sa              | Do              | Lu              | Ma              | Me              |                 |
| Aprile          | Gi              | Ve              | Sa              | Do              | Lu              | Ma              | Me              | Gi              | Ve              | Sa              | Do              | Lu              | Ma              | Me              | Gi              | Ve              | Sa              | Do              | Lu              | Ma              | Me              | Gi              | Ve              | Sa              | Do              | Lu              | Ma              | Me              | Gi              | Ve              |                 |                 |
| Maggio          | Sa              | Do              | Lu              | Ma              | Me              | Gi              | Ve              | Sa              | Do              | Lu              | Ma              | Me              | Gi              | Ve              | Sa              | Do              | Lu              | Ma              | Me              | Gi              | Ve              | Sa              | Do              | Lu              | Ma              | Me              | Gi              | Ve              | Sa              | Do              | Lu              |                 |
| Giugno          | Ma              | Me              | Gi              | Ve              | Sa              | Do              | Lu              | Ma              | Me              | Gi              | Ve              | Sa              | Do              | Lu              | Ma              | Me              | Gi              | Ve              | Sa              | Do              | Lu              | Ma              | Me              | Gi              | Ve              | Sa              | Do              | Lu              | Ma              | Me              |                 |                 |
| Luglio          | Gi              | Ve              | Sa              | Do              | Lu              | Ma              | Me              | Gi              | Ve              | Sa              | Do              | Lu              | Ma              | Me              | Gi              | Ve              | Sa              | Do              | Lu              | Ma              | Me              | Gi              | Ve              | Sa              | Do              | Lu              | Ma              | Me              | Gi              | Ve              | Sa              |                 |
| Agosto          | Do              | Lu              | Ma              | Me              | Gi              | Ve              | Sa              | Do              | Lu              | Ma              | Me              | Gi              | Ve              | Sa              | Do              | Lu              | Ma              | Me              | Gi              | Ve              | Sa              | Do              | Lu              | Ma              | Me              | Gi              | Ve              | Sa              | Do              | Lu              | Ma              |                 |
| Settembre       | Me              | Gi              | Ve              | Sa              | Do              | Lu              | Ma              | Me              | Gi              | Ve              | Sa              | Do              | Lu              | Ma              | Me              | Gi              | Ve              | Sa              | Do              | Lu              | Ma              | Me              | Gi              | Ve              | Sa              | Do              | Lu              | Ma              | Me              | Gi              |                 |                 |
| Ottobre         | Ve              | Sa              | Do              | Lu              | Ma              | Me              | Gi              | Ve              | Sa              | Do              | Lu              | Ma              | Me              | Gi              | Ve              | Sa              | Do              | Lu              | Ma              | Me              | Gi              | Ve              | Sa              | Do              | Lu              | Ma              | Me              | Gi              | Ve              | Sa              | Do              |                 |
| Novembre        | Lu              | Ma              | Me              | Gi              | Ve              | Sa              | Do              | Lu              | Ma              | Me              | Gi              | Ve              | Sa              | Do              | Lu              | Ma              | Me              | Gi              | Ve              | Sa              | Do              | Lu              | Ma              | Me              | Gi              | Ve              | Sa              | Do              | Lu              | Ma              |                 |                 |
| Dicembre        | Me              | Gi              | Ve              | Sa              | Do              | Lu              | Ma              | Me              | Gi              | Ve              | Sa              | Do              | Lu              | Ma              | Me              | Gi              | Ve              | Sa              | Do              | Lu              | Ma              | Me              | Gi              | Ve              | Sa              | Do              | Lu              | Ma              | Me              | Gi              | Ve              |                 |